# Andrew J. Hinshaw

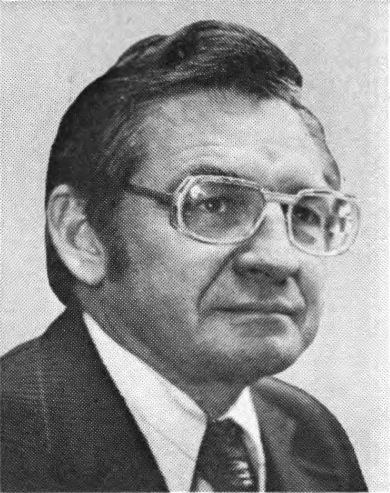
Andrew J. Hinshaw (1975)

Andrew Jackson Hinshaw (* 4. August 1923 in Dexter, Stoddard County, Missouri; † 21. Januar 2016) war ein US-amerikanischer Politiker. Zwischen 1973 und 1977 vertrat er den Bundesstaat Kalifornien im US-Repräsentantenhaus.

## Werdegang
Andrew Hinshaw besuchte die öffentlichen Schulen in Michigan und Los Angeles. Während des  Zweiten Weltkrieges diente er zwischen 1942 und 1945 in der US Navy. Danach studierte er bis 1950 an der University of Southern California in Los Angeles. Dort studierte er auch Jura. Zwischen 1965 und 1972 war er als Assessor bei der Verwaltung des Orange County beschäftigt. Diese Funktion übte er auch für einige Jahre im Los Angeles County aus. Außerdem gehörte er zehn Jahre lang der Steuerkommission (California State Board of Equalization) an. Politisch schloss sich Hinshaw der Republikanischen Partei an. Im Jahr 1972 war er Delegierter auf deren regionalem Parteitag in Kalifornien.
Bei den Kongresswahlen des Jahres 1972 wurde Hinshaw im damals neu eingerichteten 39. Wahlbezirk von Kalifornien in das US-Repräsentantenhaus in Washington, D.C. gewählt, wo er am 3. Januar 1973 sein neues Mandat antrat. Nach einer Wiederwahl konnte er bis zum 3. Januar 1977 zwei Legislaturperioden im Kongress absolvieren. Seit 1975 vertrat er dort als Nachfolger von Bob Wilson den 40. Distrikt seines Staates. In seine Zeit als Kongressabgeordneter fielen unter anderem das Ende des Vietnamkrieges und die Watergate-Affäre.
Im Jahr 1976 wurde Hinshaw von seiner Partei nicht mehr zur Wiederwahl nominiert. Um diese Zeit wurden Korruptionsvorwürfe gegen ihn laut, die aus seiner Zeit als Assessor im Orange County stammten. Im Jahr 1977 wurde er deswegen angeklagt und verurteilt. Er verbrachte ein Jahr im Gefängnis. Zwischen 1980 und 1983 leitete er eine Firma, die Geschäftsanalysen erstellte, und in den Jahren 1984 und 1985 war er einer der Direktoren der World Computer Graphics Association. Danach stand er einem Unternehmen vor, das Grafiken erstellte. Seinen Lebensabend verbrachte er in Mission Viejo.